# 백신 (배우)
백신(본명: 백윤재, 1968년 ~ )은 대한민국의 배우이다.

## 생애
- 1992년 미국 이민하여 미국 뉴욕 연극 배우 데뷔하였다.
- 1995년 3월 한국으로 돌아온 뒤 한국 연극 배우 데뷔 이전 하였다.

## 학력
- 1987년 ~ 1991년 중앙대학교 연극영화과 학사

## 출연

### 방송

#### 드라마
- 1995년 KBS 2TV 《목욕탕집 남자들》
- 1996년 KBS 2TV 《첫사랑》
- 1997년 KBS 2TV 《파랑새는 있다》 - 백흥만 역
- 1998년 KBS 1TV 《왕과 비》
- 1998년 KBS 2TV 《종이학》 - 마빡 역
- 1999년 KBS 2TV 《유정》
- 2000년 KBS 2TV 《태양은 가득히》
- 2001년 KBS 1TV 《새엄마》
- 2002년 KBS 2TV 《색소폰과 찹쌀떡》
- 2002년 KBS 1TV 《인생화보》
- 2003년 KBS 2TV 《로즈마리》
- 2004년 KBS 2TV 《낭랑 18세》 - 검사 사무실 사무장 역
- 2004년 KBS 1TV 《불멸의 이순신》
- 2005년 KBS 1TV 《어여쁜 당신》
- 2005년 MBC 《맨발의 청춘》
- 2006년 KBS 1TV 《서울 1945》
- 2006년 KBS 1TV 《대조영》
- 2007년 KBS 1TV 《며느리 전성시대》
- 2008년 KBS 2TV 《내 사랑 금지옥엽》
- 2009년 KBS 1TV 《다 함께 차차차》
- 2009년 KBS 2TV 《아이리스》 - 한 실장 역
- 2010년 MBC 《파스타》
- 2011년 KBS 2TV 《영광의 재인》
- 2012년 tvN 《제3병원》
- 2012년 MBC 《오자룡이 간다》
- 2013년 KBS 2TV 《아이리스 2》 - 한 실장 역
- 2014년 MBC 《트라이앵글》 - 국 형사 역
- 2014년 KBS 2TV 《일편단심 민들레》
- 2017년 KBS 1TV 《무궁화 꽃이 피었습니다》
- 2017년 TvN 《크리미널 마인드》
- 2020년 KBS 1TV 《기막힌 유산》 - 천호식 역
- 2021년 KBS 1TV 《태종 이방원》

### 영화
- 2003년 《와일드 카드》 - 김 형사 역
- 2005년 《역전의 명수》 - 감식반원 역
- 2005년 《가문의 위기 - 가문의 영광 2》 - 전경사 무관 역
- 2005년 《무영검》 - 객잔 주인 역
- 2006년 《가문의 부활 - 가문의 영광 3》 - 사무관 역
- 2007년 《김관장 대 김관장 대 김관장》 - 과거 조폭 역
- 2013년 《아이리스 2: 더 무비》 - 한 실장 역
- 2018년 《물괴》 - 선비 역
- 2019년 《장사리: 잊혀진 영웅들》 - 명부대 장교 1 역

### 공연

#### 연극
- 《세 자매》
- 《갈매기》
- 《피의 결혼》
- 《쥐덫》
- 《환도와 리스》
- 《우리 읍내》